# Plies
Algernod Lanier Washington (* 1. červenec 1976 Florida), spíše známý jako Plies je americký rapper a zakladatel labelu Big Gates Records. Proslul používáním výrazu Goon, což je někdo, kdo pochází z Floridy a je právem respektovaný okolím. Mezi jeho nejúspěšnější hity patří Shawty (ft. T-Pain) a Bust It Baby pt.2 (ft. Ne-Yo)

## Dětství
Algernod Lanier Washington se narodil v roce 1976 ve městě Fort Myers na Floridě, ale vyrostl ve městě Cape Coral. Na střední škole hrál americký fotbal a byl jmenovál "nejlépe se oblékaným" studentem ve třídě. Poté nastoupil na univerzitu v Miami, kde hrál basketball. Po roce přestoupil na "University of Central Florida", ze které byl však po čase vyhozen.

## Hudební kariéra
Na konci devadesátých let 20. století se svým nevlastním bratrem založil nahrávací společnost Big Gates Records. Jeho prvním singlem byla píseň Tell Dem Krackers Dat, která ho proslavila v Miami. To vedlo v roce 2004 v jeho upsání se pod společnost "Slip-n-Slide Records", kde poté nahrál několik mixtapů. Roku 2007 debutoval svým albem The Real Testament, které získalo ocenění zlaté desky. Svým specifickým hlasem přispěl něčím novým do ustálených vod hip hopu. Následně vydal další tři alba Definition of Real (2008), Da REAList (2008) a Goon Affiliated (2010).

## Diskografie

### Studiová alba
| Rok  | Album                                                                                   | Nejvyšší umístění v hitparádě | Nejvyšší umístění v hitparádě | Nejvyšší umístění v hitparádě | Ocenění   |
| Rok  | Album                                                                                   | US 200                        | US Hip-Hop                    | US Rap                        | Ocenění   |
| ---- | --------------------------------------------------------------------------------------- | ----------------------------- | ----------------------------- | ----------------------------- | --------- |
| 2007 | The Real Testament - Vydáno: 7. srpna 2007 - Vydavatel: Slip-n-Slide, Atlantic          | 2                             | 2                             | 2                             | US: zlaté |
| 2008 | Definition of Real - Vydáno: 10. června 2008 - Vydavatel: Slip-n-Slide, Atlantic        | 2                             | 2                             | 2                             | US: zlaté |
| 2008 | Da REAList - Vydáno: 16. prosince 2008 - Vydavatel: Big Gates, Slip-n-Slide, Atlantic   | 14                            | 4                             | 1                             | US: /     |
| 2010 | Goon Affiliated - Vydáno: 8. června 2010 - Vydavatel: Big Gates, Slip-n-Slide, Atlantic | 5                             | 1                             | 1                             | US: /     |
| TBA  | Purple Heart - Vydá: TBA - Vydavatel: Big Gates, Slip-n-Slide, Atlantic                 | TBA                           | TBA                           | TBA                           | US: TBA   |

### Úspěšné singly
- 2007 - Shawty (ft. T-Pain)
- 2007 - Hypnotized (ft. Akon)
- 2008 - Bust It Baby pt. 2 (ft. Ne-Yo)
- 2008 - Please Excuse My Hands (ft. Jamie Foxx a The-Dream)
- 2008 - Put It On Ya (ft. Chris J)
- 2009 - Want It, Need It (ft. Ashanti)